# Діббук
Діббук (їд. דיבוק, дос. «той, що приліпився») — в єврейських народних повір'ях — злий дух, який вселяється в людину, опановує її душею, заподіює душевну недугу, говорить устами своєї жертви, але не зливається з нею, зберігаючи самостійність.
Розповіді про вселення злого духа були поширені в епоху Другого храму. Вони зустрічаються дуже часто в талмудичній і мідрашистській літературі; вони містяться і в Євангеліях як відображення повір'їв періоду зародження християнства (Матв. 8: 28-32; 12: 43-45). З подібних оповідань і виникло в 13 ст. вчення про тимчасове вселення злого духа в тіло людини (іббур, буквально «вагітність»), які злилися в народній свідомості з вченням про переселення душ і з існуючим у багатьох народів віруванням, що душі непохованих небіжчиків стають демонами, склалося повір'я про діббука. Хоча термін діббук з'явився в єврейській літературі лише в 17 ст., звіти на івриті і ідиш про вигнання діббука відомі з 1560 року. Діббук розглядався як душа, яка втратила, внаслідок навантаженості гріхами, здатність до переселення. Будучи «оголеною душею», діббук шукає притулку в тілах живих. Згідно з повір'ям, діббук вселяється в тіло людини, яка вчинила таємний гріх. Твори деяких каббалістів, учнів Іцхака Лурії, містять докладні настанови про вигнання діббука.
Проблематика, пов'язана з уявленнями про діббука, розглядається в книгах «Сефер ха-хезіонот» («Книга видінь») Хаїма Вітала, «Ша'ар ха-гілгул» («Ворота перетворень») його сина Шмуєля Вітала, «Нішмат Хаїм» («Дух життя») Менашше бен Ісраеля та інших. Вважалося, що Баал Шем Тов і інші цадики мають здатність виганяти діббуків з одержимих, або шляхом виправлення його гріха (тіккун), що відкривало шлях в гілгул, або скидання діббука в пекло. Діббук виганяється цадиком і десятьма іншими членами єврейської громади, які при цьому одягнені в похоронні сорочки. При процедурі вигнання діббука спалюють ароматні речовини, читають молитви і сурмлять в шофар. Вигнання діббука практикувалося ще на початку 20 ст. У 1903 р в Багдаді виганяли духи лжемесія Саббатай Цеві і його пророк Натан з Гази. Останній документ про вигнання діббука був складений в Єрусалимі в 1904 році.
Тема діббука неодноразово використовувалася в літературі. Один з найранніхши відомих оповідань з'явився у 1602 році у книзі Ма'асе-бух. Класичною інтерпретацією є п'єса «Діббук» (1916) Семена Ан-ського.

## У кінематографі
- Діббук (їд. Der Dibuk), 1937 — польський фільм на ідиш за п'єсою Анського
- Ненароджений 2009, фільм жахів Девіда Гойера
- Серйозна людина 2009, чорна комедія братів Коенів
- Скринька прокляття 2012, фільм жахів Уле Борнедаль